# Thomas Niederbühl

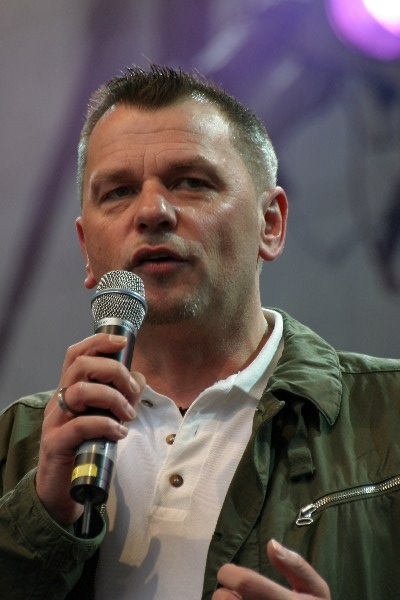
Thomas Niederbühl

Thomas Niederbühl (* 27. März 1961 in Bruchsal) ist ein deutscher LGBT-Aktivist und bayerischer Kommunalpolitiker (Rosa Liste München). Er gehört dem Stadtrat in München seit 1996 an und ist damit der erste offen schwule Stadtrat einer schwul-lesbischen Wählergruppe in Europa.

## Politische Laufbahn
Niederbühl ist seit 1983 in der Schwulenbewegung aktiv. Sein politischer Einstieg war die Rosa Freizeit in München. In den 1980er Jahren war er an der Gründung des Bundesverbandes Homosexualität beteiligt. Weitere Meilensteine in seinem Engagement in der Schwulenbewegung waren die schwul-lesbischen Kulturwochen Viorosa 1985 und 1989, Beiträge für das Schwulen-Magazin Südwind, das er 1988 mitbegründete, seine Beteiligung am Forum Homosexualität und Literatur und die Organisation des Christopher Street Day.
Schließlich brachte er Mitte der 1980er Jahre die Münchner Gruppen mit dem Treffen der Münchner Schwulengruppen an einen Tisch.
Bei der Gründungsversammlung der Rosa Liste München am 2. September 1989 wurde Thomas Niederbühl zum Spitzenkandidaten nominiert. 1990 zog er in den Bezirksausschuss Ludwigsvorstadt – Isarvorstadt und 1996 in den Münchner Stadtrat ein. Bei den Kommunalwahlen 2002, 2008, 2014 und 2020 wurde er jeweils wieder gewählt.
Seit 2008 setzte er sich für das Denkmal für die in der NS-Zeit verfolgten Lesben und Schwulen ein.

## Berufliche Laufbahn
Er studierte Katholische Theologie, Germanistik und Philosophie, zunächst in Heidelberg und ab 1982 in München. Nach dem ersten Staatsexamen 1989/90 wurde ihm wegen seines Engagements in der Schwulenbewegung die Lehrerlaubnis für Katholische Theologie entzogen.
Nach diesem praktischen Berufsverbot begann Niederbühl mit einem Aufbaustudium in Literaturkritik. In der Folge betätigte er sich als Autor und Kritiker. Ab 1991 war er Geschäftsführer der Münchner AIDS-Hilfe e. V.

## Privatleben
Seit 1989 teilt Thomas Niederbühl sein Leben mit seinem Freund und heutigen Lebenspartner Heinz Bänziger. Als eines der ersten Paare in München haben die beiden am 16. November 2001 ihre Partnerschaft beim Notar eingetragen. Anschließend wurden sie von Oberbürgermeister Christian Ude im Standesamt empfangen. 2017 heirateten sie. Niederbühl hat einen Zwillingsbruder, der heterosexuell ist.